# Remueru Tekiate
Remueru Tekiate (7 agosto 1990) è un calciatore figiano, difensore del Suva e della nazionale figiana.

## Carriera

### Club
Ha giocato nel campionato figiano e papuano.

### Nazionale
Ha partecipato alla Coppa d'Oceania nel 2012 e nel 2016.

## Palmarès

### Club

#### Competizioni nazionali
- Campionato figiano: 3

Ba: 2011, 2012, 2013